# Ово значи рат
Ово значи рат (енгл. This Means War) америчка је романтична комедија из 2012. у којој главне улоге тумаче Рис Видерспун, Крис Пајн и Том Харди.

## Улоге
| Глумац          | Улога           |
| --------------- | --------------- |
| Рис Видерспун   | Лорен Скот      |
| Крис Пајн       | Френклин Фостер |
| Том Харди       | Так Хансен      |
| Тил Швајгер     | Карл Хајнрих    |
| Челси Хенлдер   | Триш            |
| Џон Пол Рутан   | Џо              |
| Абигејл Спенсер | Кејти           |
| Анџела Басет    | Колинс          |
| Роузмери Харис  | бака Фостер     |
| Џорџ Тулиатос   | дека Фостер     |
| Џени Слејт      | Емили           |
| Ворен Кристи    | Стив            |
| Лила Саваста    | Кели            |
| Натасија Малте  | Ксенија         |
| Лора Вандервурт | Брита           |